# Artiguelouve
Artiguelouve település Franciaországban, Pyrénées-Atlantiques megyében. Lakosainak száma 2025 fő (2022. január 1.). Artiguelouve Arbus, Aubertin, Laroin, Lescar, Poey-de-Lescar, Saint-Faust és Siros községekkel határos.

## Népesség
A település népességének változása:
| Lakosok száma | 1606 | 1614 | 1661 | 1621 | 1664 | 1851 | 1982 | 2005 | 2025 |
|               | 2013 | 2015 | 2016 | 2017 | 2018 | 2019 | 2020 | 2021 | 2022 |